# Camilla Dufour Crosland
Camilla Dufour Crosland, geborene Camilla Dufour Toulmin, auch bekannt als Mrs. Newton Crosland (* 9. Juni 1812 in Aldermanbury, City of London; † 16. Februar 1895 in East Dulwich, Southwark), war eine britische Schriftstellerin von Belletristik, Gedichten und Essays und Journalistin. Sie übersetzte auch einige Theaterstücke und Gedichte von Victor Hugo.

## Leben
Camilla Toulmin wurde am 9. Juni 1812 in der City of London geboren, wo ihr Vater, William Toulmin, als Anwalt tätig war; ihr Großvater, William Toulmin, ein angesehener Arzt war. Sie soll ein frühreifes Mädchen gewesen, das bereits im Alter von drei Jahren lesen konnte und das Lesen liebte, obwohl ihr eine systematische Ausbildung fehlte. Sie hatte zwei Halbbrüder aus der ersten Ehe ihres Vaters und einen jüngeren Bruder aus seiner zweiten Ehe. Ihr Vater, der Geldsorgen hatte, starb, als Camilla acht Jahre alt war, und seine Witwe und ihre Tochter waren nicht versorgt.
Camilla Toulmin erschien 1838 erstmals in gedruckter Form, und zwar mit dem Gedicht The Parting für Heath's Book of Beauty. Sie war auch als Redakteurin tätig, und zwar für die Jahrbücher The Keepsake, im Auftrag der Countess of Blessington, und Friendship's Offering, als Stellvertreterin von Leitch Ritchie.
Crosland war mit zahlreichen literarischen Frauen befreundet, darunter Mary Cowden Clarke, Mary Howitt, Mary Russell Mitford, Geraldine Jewsbury, Catherine Crowe, Marguerite Gardiner, Countess of Blessington und Frances Browne. Besonders nahe stand sie Dinah Mulock, später Craik, die am 22. Juli 1848 ihre Brautjungfer war, als sie Newton Crosland heiratete, einen Londoner Weinhändler mit literarischen und wissenschaftlichen Neigungen. Crosland und ihr Mann interessierten sich ab 1854 für den Spiritismus und diskutierten 1857 mit Elizabeth und Robert Browning in Italien darüber.
Nachdem sie fast 38 Jahre lang in Blackheath gelebt hatte, zog Camilla Crosland 1886 nach East Dulwich, wo sie 1895 starb. In der Kathedrale der Abtei von St Albans wurde ihr zu Ehren ein Gedenkfenster eingerichtet.

## Werke
Crosland leistete Beiträge zu vielen Genres – Gedichte, Geschichten über die Lage der Armen, Essays sowie biografische und historische Skizzen – für Zeitschriften wie The People's Journal, The London Journal, Bentley's Miscellany, das Old Monthly Magazine, The Illustrated London News, Douglas Jerrold's Magazine, Ainsworth's Magazine und für diverse Jahrbücher. Mehr als 50 Jahre lang schrieb sie regelmäßig für das Chambers's Journal, und zum Zeitpunkt ihres Todes war sie dessen dienstälteste Autorin.
Crosland veröffentlichte Light in the Valley: My Experiences of Spiritualism (1857), das als „gutgläubiger Bericht“ bezeichnet und von der Öffentlichkeit schlecht aufgenommen wurde. 1865 veröffentlichte sie einen dreibändigen Roman, Mrs. Blake; 1871 The Diamond Wedding, and other Poems; und 1873 einen zweiten Roman, Hubert Freeth's Prosperity. Zu ihren späteren Werken gehörten Übersetzungen von Victor Hugos Theaterstücken, Hernani und Ruy Blas, mit einigen seiner Gedichte, die in Bohn's Library erschienen. 1893 erschien ihr letztes Werk, Landmarks of a Literary Life, das einen feministischen Ton anschlägt. Die Autobiographie ihres Mannes, Rambles Round My Life (1898), enthält einige Auszüge aus ihren autobiographischen Schriften, die im Manuskript verblieben waren.
Weitere Werke:
- Lays and Legends illustrative of English Life (mit Stichen), 1845
- Poems, 1846
- Partners for Life: a Christmas Story, 1847
- Stratagems: a Story for Young People, 1849
- Toil and Trial: a Story of London Life, 1849
- Lydia: a Woman's Book, 1852
- Stray Leaves from Shady Places, 1852
- English Tales and Sketches (veröffentlicht in den Vereinigten Staaten), 1853
- Memorable Women, 1854
- Hildred, the Daughter, 1855
- The Island of the Rainbow, 1865
- Stories of the City of London, retold for Youthful Readers, 1880